# Luis Sansón Granados
Luis Sansón Granados  (Granada, 21 de agosto de 1837-Granada, 20 de diciembre de 1915) fue un abogado, periodista y político republicano español.

## Biografía
Nació en Granada, en la calle del Pozo de Santiago n.º 45, era hijo del médico José Sansón Portillo y de Ana Granados Adarve, ambos granadinos. 
Licenciado en Derecho, Filosofía y Letras y Teología, bachiller en Ciencias naturales, profesor de instrucción primaria, perito agrónomo, vicerrector del Colegio de San Bartolomé y Santiago, auxiliar de Ciencias y jefe económico del mismo. Alcalde de Granada en 1891-1895. 
Personaje de vasta cultura, a los dieciocho años era ya auxiliar de Ciencias Naturales por sus méritos en el Colegio de San Bartolomé y Santiago, donde fue años después Vicerrector. 
A su amplia formación académica añadía la realización de una obra literaria centrada en tradiciones, cuentos y farsas propias del folclore andaluz, a la que sumaba algunos estudios científicos de ornitología y entomología. 
Fue uno de los principales miembros de la vida cultural y social de la ciudad de Granada de su época. 

### Formación académica y actividades sociales
Se licenció en Derecho, aunque ejerció por poco tiempo la profesión (en el partido judicial de Villacarrillo, Jaén, de 1863 resulta inscrito como abogado) porque prefirió dedicarse a la enseñanza, al periodismo y a la política. 
Colaboró activamente con asociaciones de carácter educativo y profesional, detrás de estas asociaciones e iniciativas se encontraban intelectuales progresistas, la mayoría de ellos vinculados al republicanismo granadino de la época. Entre estas asociaciones destacan La Ilustración Popular y años más tarde El Fomento de las Artes, de esta última fue también el director de estudios 
Fue redactor y colaborador de periódicos como El Defensor de Granada, diario político independiente de tono liberal y el más prestigio de su época y El Popular, diario granadino independiente de la tarde, que pasó por varias etapas y matices en su orientación ideológica. 
En 1889, como profesor del Real Colegio de San Bartolomé y Santiago, participó activamente en la organización del Homenaje Nacional y coronación que se tuvo en Granada a favor del poeta José Zorrilla. 
Frecuentó las animadas tertulias culturales que cada domingo, exceptuando los meses invernales, organizaba Antonio Joaquín Afán de Rivera en el Carmen de las Tres Estrellas, situado en la cumbre del poético barrio del Albaicín, y a las cuales asistía la flor y nata de los intelectuales granadinos. 
Fue uno de los principales miembros de la vida cultural y social de la ciudad de Granada. Esto le llevó a entrar en contacto con numerosas personalidades locales, como Constantino Ruiz Carnero, Manuel Gómez Moreno y Francisco Seco de Lucena.  

### Trayectoria política
En Granada, Luis Sansón se afilió al partido Republicano y se convirtió en un destacado miembro local del mismo. Ya en junio de 1869, como representante de esta ciudad, Luis Sansón firmó el pacto de Córdoba en el cual se declaraba la república federal como único sistema de gobierno adecuado a la doctrina democrática. Desde entonces se encarnó como republicano y defendió en la Tribuna y en la Prensa la democracia, la libertad religiosa y la tolerancia, combatiendo el clericalismo y el fanatismo en sus múltiples aspectos. Estuvo prisionero en Granada en 1869 y en Villacarrillo en 1875 por la propaganda y la defensa de sus ideales, fue absuelto después de algunos meses de cautiverio. 
En 1873, el gobierno de la I República lo nombró jefe económico de Granada, en reconocimiento de sus ideales liberales y sus excelentes capacidades y dotes de orador. 
En las elecciones municipales, en el periodo comprendido entre 1891 y 1910, fue elegido varias veces concejal por el partido republicano progresista. 
Fue alcalde interino de Granada en los años 1891-95, en reconocimiento a su trayectoria política y por su labor imparcial fue obsequiado por los jefes de partido, con un bastón de artística empuñadura, donde rezaban los nombres de todos ellos. Siendo alcalde de Granada, en 1891, hizo construir el Pilar de San Cecilio.
Fue el representante republicano del mitin de la Alianza Liberal que dio lugar al bloque de las izquierdas de Granada. 
En diciembre de 1899, Luis Sansón, junto a otros trece concejales pertenecientes a la minoría opositora del Ayuntamiento de Granada, fue suspendido de su cargo por el gabinete presidido por Francisco Silvela. El caso surgió con las declaraciones del diputado José España Lledó, el cual afirmaba que los contribuyentes de la calle Reyes Católicos no pagaban los impuestos de obligado cumplimiento. Las acusaciones vertidas contra los comerciantes, que posteriormente se demostraron falsas, fueron calificadas de calumnias y de ser lesivas con respecto a los intereses granadinos. En un pleno municipal, al que no acudió el alcalde y ningún silvelista, se acordó pedir una rectificación de las tendenciosas palabras del diputado de la mayoría. La reacción no se hizo esperar, pocos días después, una real orden firmada por el ministro de la Gobernación, Eduardo Dato, decretaba la suspensión gubernativa de los 14 concejales que tomaron el acuerdo. En octubre de ese año, tras sentencia favorable del Tribunal Supremo, los 14 concejales fueron restituidos en sus cargos.  
En 1912 se desmarcó de los dictados del partido republicano para seguir su propia orientación personal. Falleció en Granada.
Luis Sansón también estuvo afiliado a la masonería en las logias Lux in excelsis y BeniGarnata.

## Obras
- Ocios de un solterón
- Breves apuntes biográficos sobre el famoso Padre Juan de Echevarria